# Острошинци
Острошинци (хрв. Ostrošinci) су насељено место у саставу општине Подгорач, Осјечко-барањска жупанија, Хрватска.

## Историја
До територијалне реорганизације у Хрватској били су у саставу старе општине Нашице.

## Становништво
У попису становништва из 2011. године, Острошинци су имали 95 становника.
| Број становника према пописима | Број становника према пописима | Број становника према пописима | Број становника према пописима | Број становника према пописима | Број становника према пописима | Број становника према пописима | Број становника према пописима | Број становника према пописима | Број становника према пописима | Број становника према пописима | Број становника према пописима | Број становника према пописима | Број становника према пописима | Број становника према пописима | Број становника према пописима |
| ------------------------------ | ------------------------------ | ------------------------------ | ------------------------------ | ------------------------------ | ------------------------------ | ------------------------------ | ------------------------------ | ------------------------------ | ------------------------------ | ------------------------------ | ------------------------------ | ------------------------------ | ------------------------------ | ------------------------------ | ------------------------------ |
| 1857                           | 1869                           | 1880                           | 1890                           | 1900                           | 1910                           | 1921                           | 1931                           | 1948                           | 1953                           | 1961                           | 1971                           | 1981                           | 1991                           | 2001                           | 2011                           |
| 164                            | 169                            | 221                            | 260                            | 318                            | 322                            | 357                            | 399                            | 366                            | 377                            | 339                            | 309                            | 218                            | 190                            | 129                            | 95                             |

Напомена: Године 1857. и 1869. део података садржан је у насељу Подгорач.

### Попис1991.
У попису становништва из 1991. године, Острошинци су имали 190 становника, следећег националног састава:
| Попис 1991.‍  | Попис 1991.‍  | Попис 1991.‍ | Попис 1991.‍ | Попис 1991.‍ |
| ------------ | ------------ | ----------- | ----------- | ----------- |
|              |              |             |             |             |
| Хрвати       | Хрвати       |             | 123         | 64,73%      |
| Срби         | Срби         |             | 54          | 28,42%      |
| Словаци      | Словаци      |             | 6           | 3,15%       |
| Југословени  | Југословени  |             | 2           | 1,05%       |
| неопредељени | неопредељени |             | 5           | 2,63%       |
| укупно: 190  |              |             |             |             |

### Попис1910.
| Острошинци | Острошинци |
| --- | --- |
| језик | вера |
| укупно: 322 Српски 166 (51,55%) Словачки 95 (29,50%) Хрватски 39 (12,11%) Мађарски 20 (6,21%) Немачки 1 (0,31%) остали 1 (0,31%) | <div style="border:solid transparent;position:absolute;width:100px;line-height:0;<div style="border:solid transparent;position:absolute;width:100px;line-height:0;<div style="border:solid transparent;position:absolute;width:100px;line-height:0;<div style="border:solid transparent;position:absolute;width:100px;line-height:0; укупно: 322 Православци 166 (51,55%) Римокатолици 156 (48,44%) - (-%) |